# Cementiri militar alemany de Sandweiler
El Cementiri militar alemany de Sandweiler (en luxemburguès:  Däitschen Zaldotekierfecht zu Sandweiler ; en alemany: Volksbund Deutsche Kriegsgräberfürsorge; en francès: Cimetière militaire allemand de Sandweiler) es troba al sud de Luxemburg. És un cementiri de la Segona Guerra Mundial situat a Sandweiler

## Descripció
Conté les tombes de 10.913 soldats alemanys de la batalla de les Ardenes que es va produir a l'hivern de 1944 i la primavera de 1945. D'ells, 5.599 van ser enterrats pel servei dels Estats Units de tombes de guerra durant el conflicte, d'altra banda les baixes nord-americanes van ser enterrades al Cementiri i monument dels Estats Units de Luxemburg a uns 1,5 quilòmetres de distància.
Després de la guerra, a propòsit d'un acord assolit el 1952 entre el Gran Ducat de Luxemburg i la República Federal d'Alemanya, 5.286 soldats van ser traslladats a Sandweiler des de 150 cementiris diferents situats arreu de Luxemburg.

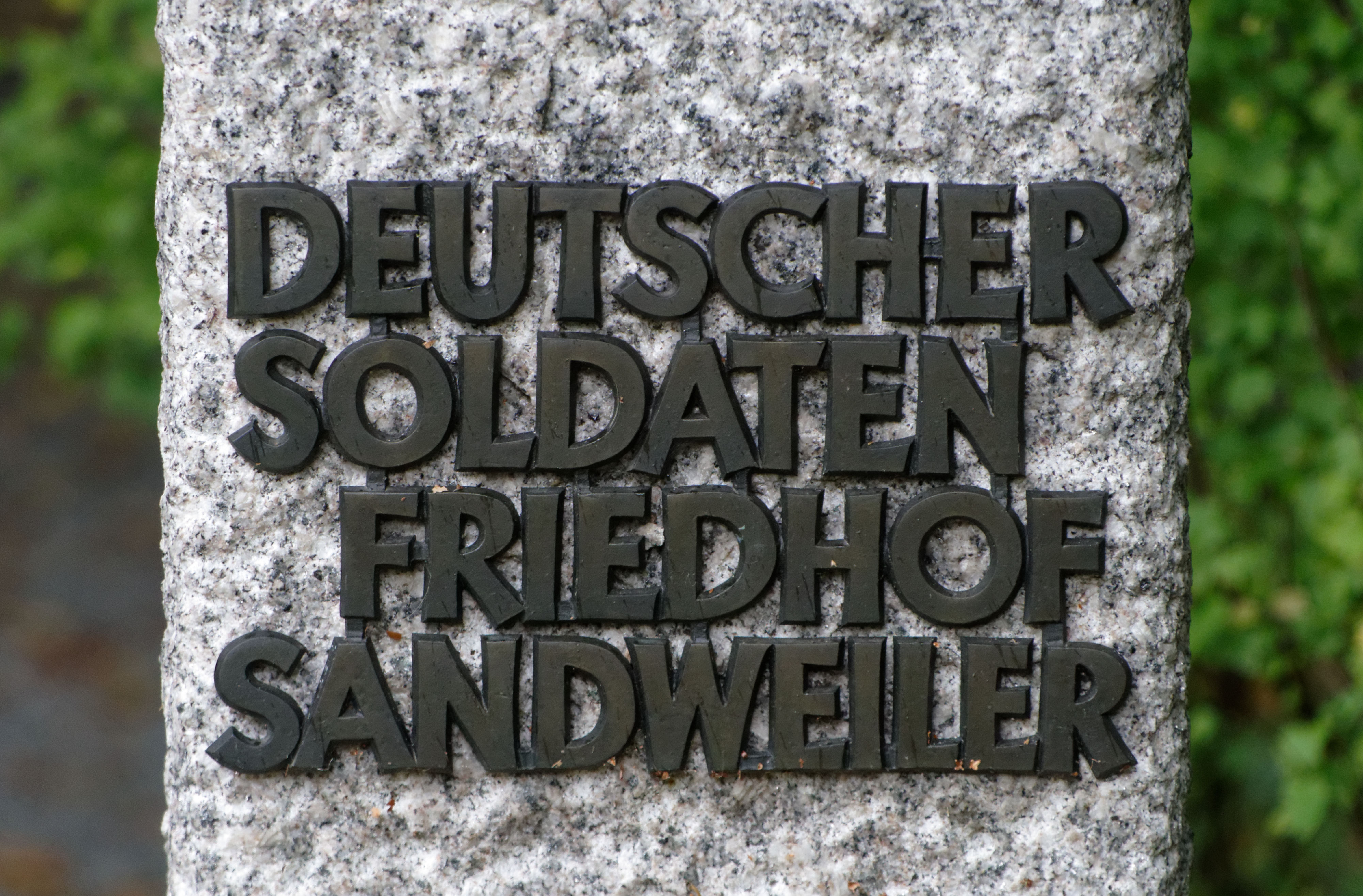
Zugang zur Kriegsgräberstätte
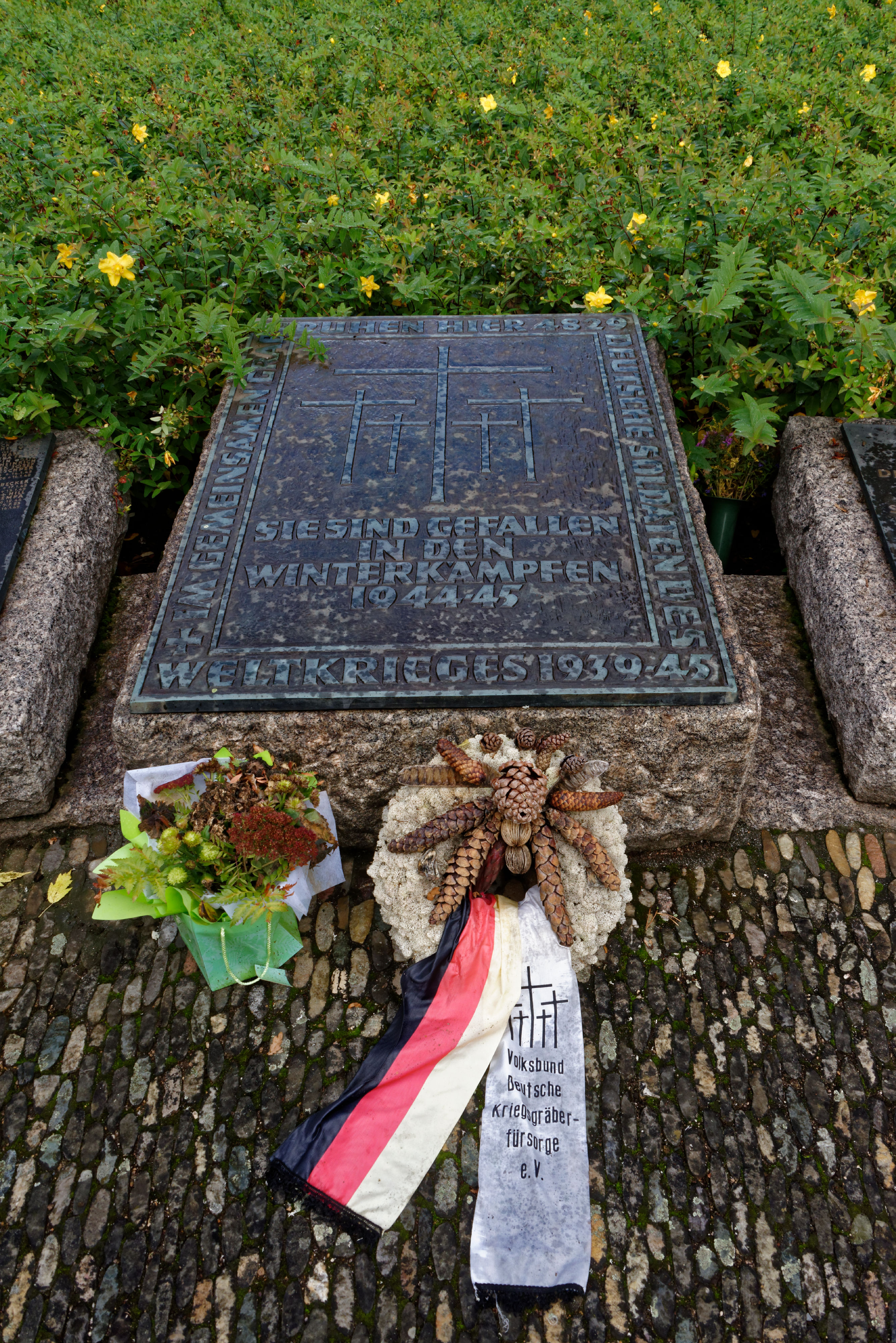
Platte auf dem Massengrab
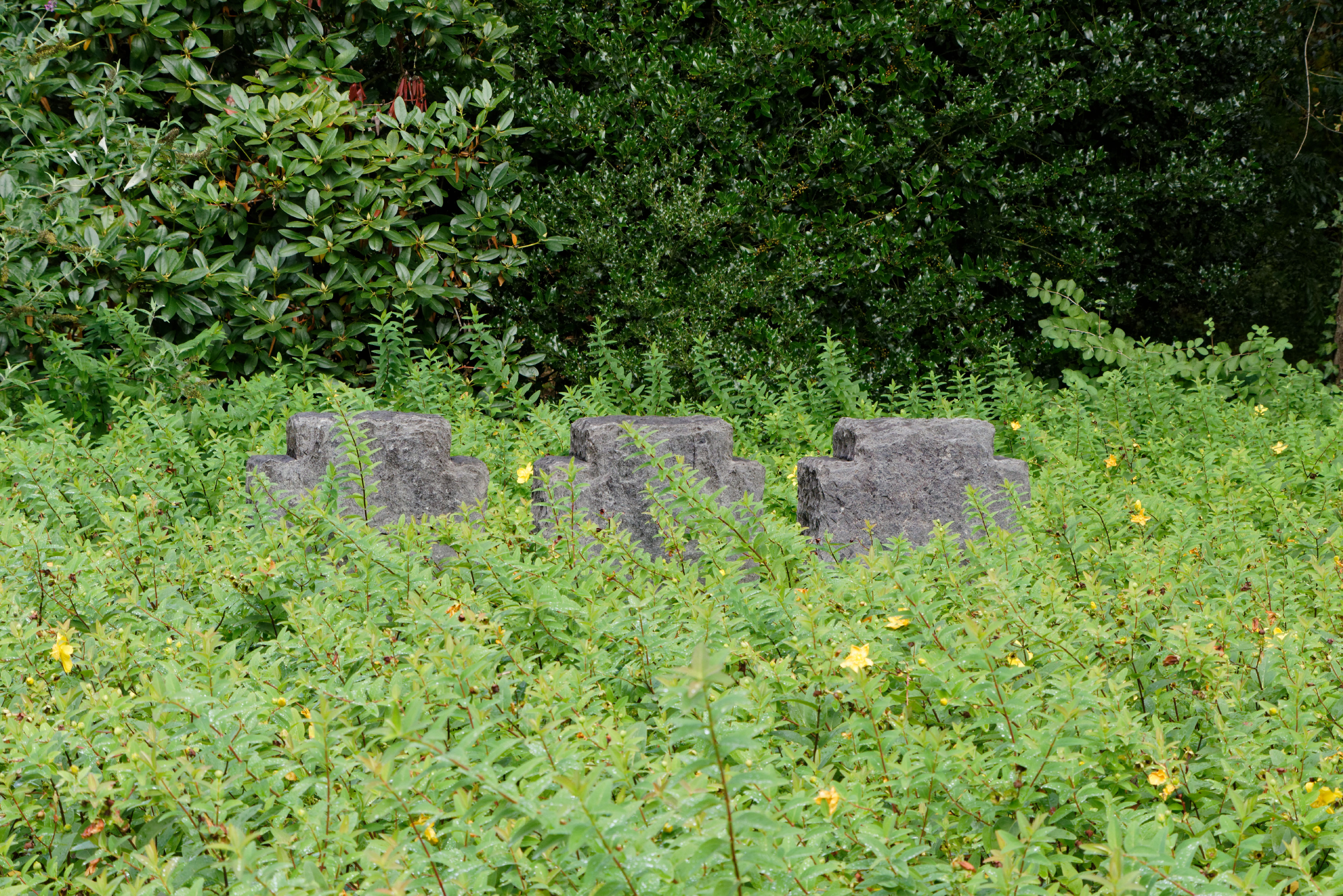
Anonyme Kreuze auf dem Massengrab
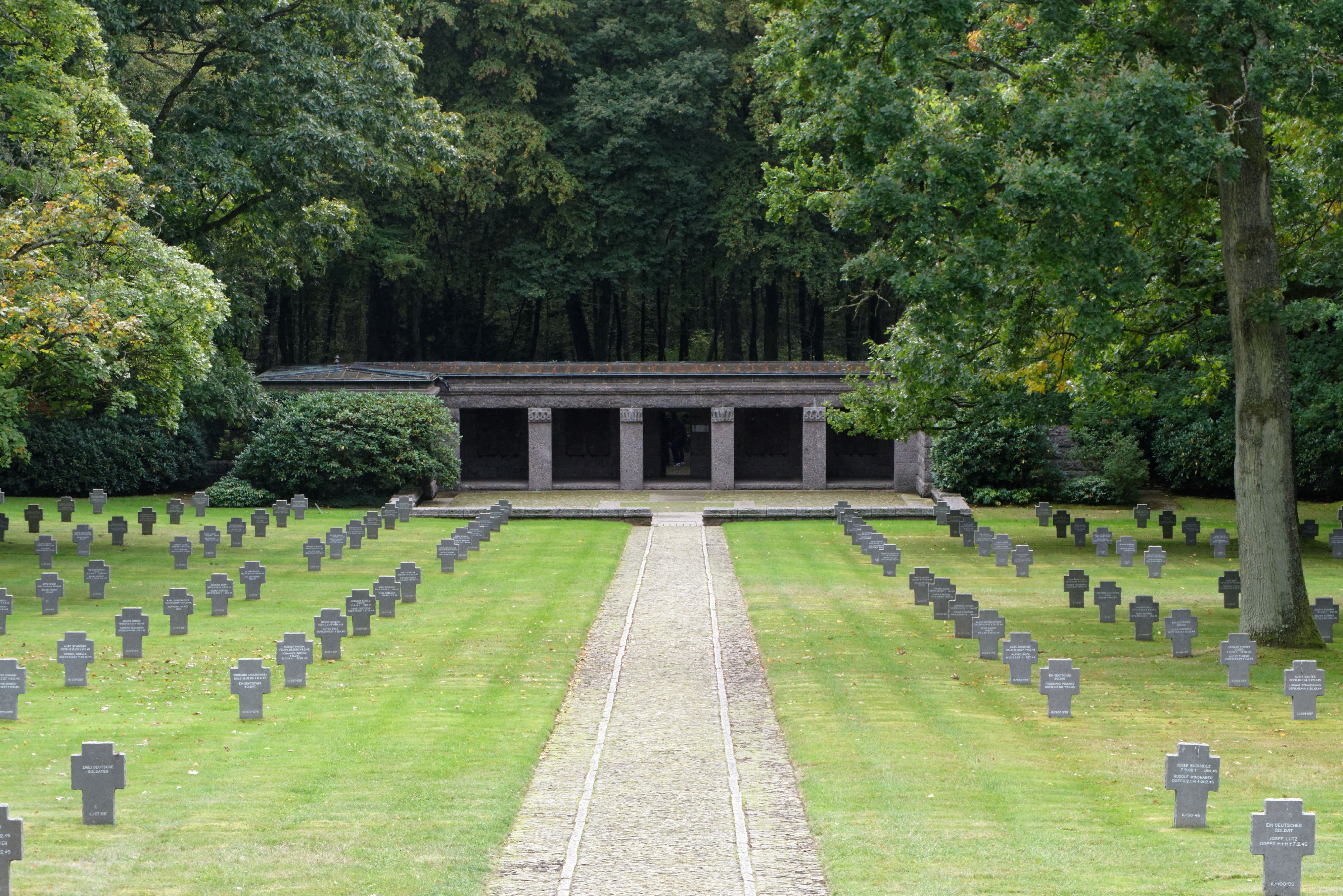
Eingangsbereich vom Mahnmal aus gesehen
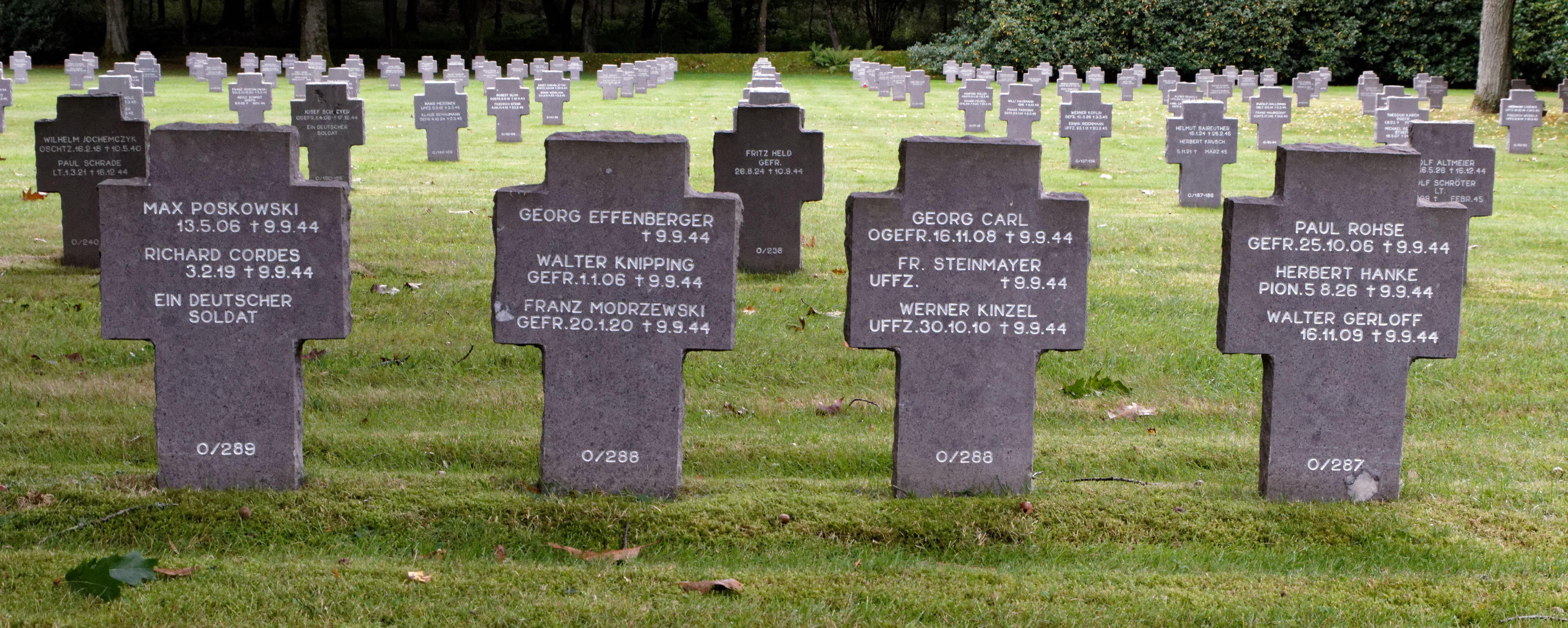
Gruppe gemeinsam gefallener Soldaten mit dreifacher Beschriftung
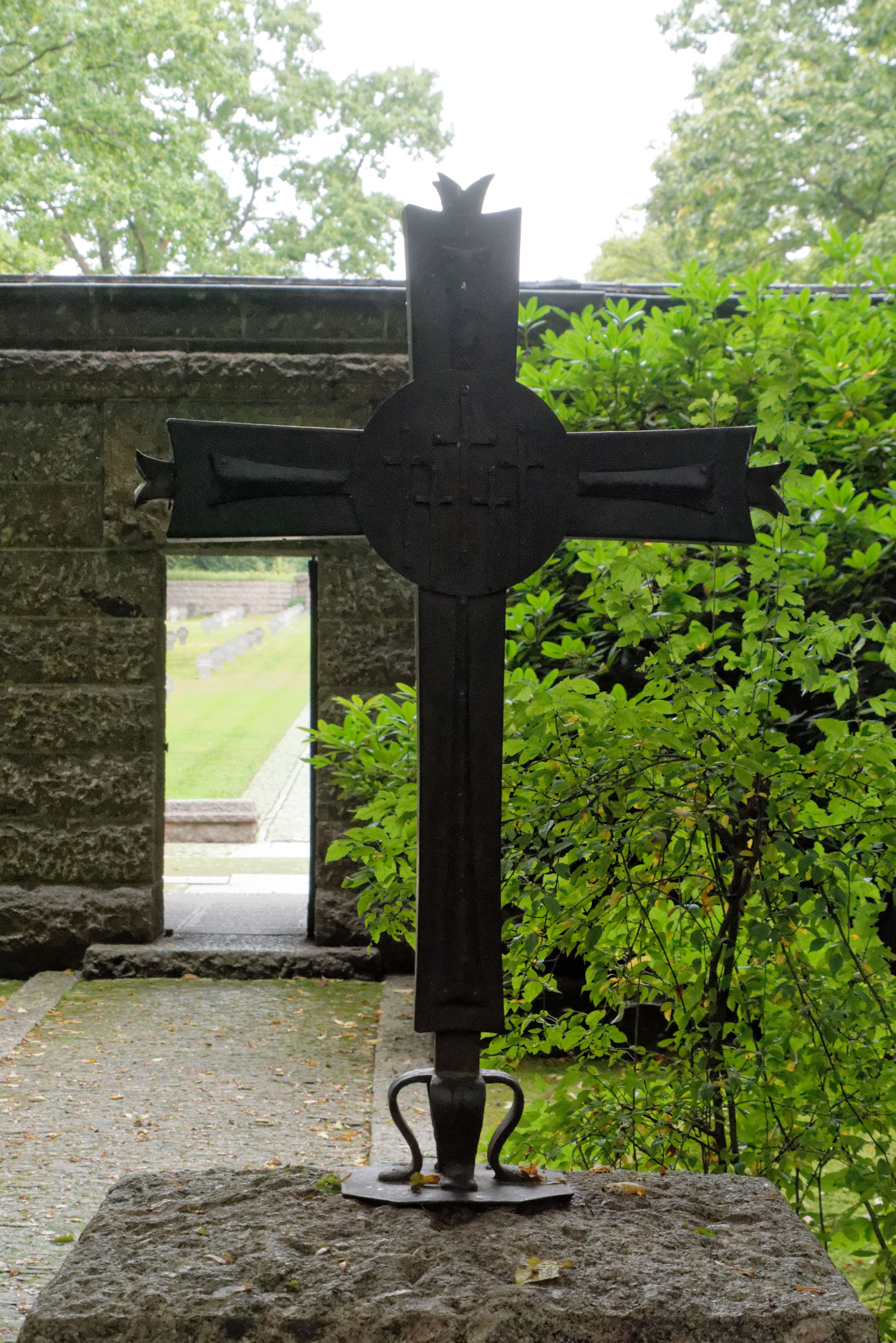
Das nach dem Diebstahl neu aufgestellte Kreuz